# Daniel, Duque da Gotalândia Ocidental
Olavo Daniel Westling Bernadotte (Örebro, 15 de setembro de 1973) é o marido da princesa herdeira Vitória, a herdeira aparente do rei Carlos XVI Gustavo e portanto, membro da Casa de Bernadotte. Antes de se casar, Daniel era um treinador pessoal e dono de academias em Estocolmo. Como marido de Vitória, ele recebeu oficialmente o título de Príncipe da Suécia e também usa o título subsidiário de Duque da Gotalândia Ocidental de sua esposa.

## Nascimento
Daniel nasceu em Brickebacken, Örebro, e cresceu em Ockelbo, ele nasceu no dia em que o sogro tornou rei. É filho de Olle e Eva Westling (a mãe era funcionária dos correios e o pai empregado de uma instituição social), e tem uma irmã chamada Anna. Depois de ter completado a escola, Daniel serviu por breve período, como parte do recrutamento nacional, no exército sueco no regimento Hälsinge em Gävle.

## Saúde
Em 2009 Daniel sofreu uma doença congênita (mas não hereditária) que danifica as funções renais. Em 28 de maio de 2009 Daniel fez uma cirurgia de transplante de rim no Hospital Universitário Karolinska. Seu pai foi o doador e a operação foi um sucesso.
Em março de 2021, ele teve covid-19, e em janeiro de 2022, já vacinado, foi reinfectado com o Sars-Cov-2.

## Educação

### Primeira educação
Daniel Westling estudou em dois colégios: em Raboskolan e em Lundaskolan em Sindbis; posteriormente estudou na Escola Secundária de Sandviken. 

### Ensino superior
Em 1994, mudou-se para Estocolmo para estudar Educação Física em Folkhögskola, especializando-se em orientação desportiva durante dois anos.
Em 2011, continuou os seus estudos no Instituto Karolinska de Estocolmo estudando Fisiologia, Atividade Física e Saúde.

## Carreira profissional
Enquanto estudava, voltou a trabalhar numa empresa de formação e foi instrutor de treinadores e monitores de fitness.
Foi professor de educação física. É proprietário de uma academia de ginástica e dirige a empresa Máster Training, que tem três academias no centro de Estocolmo.
No ano de 2006, fundou em Estocolmo a companhia Balance, empresa de formação física projetada em um novo conceito. Em 2010, contava com mais de 100 empregados e com mais de 500 membros nos seus centros de fitness.

## Namoro e casamento

### Noivado

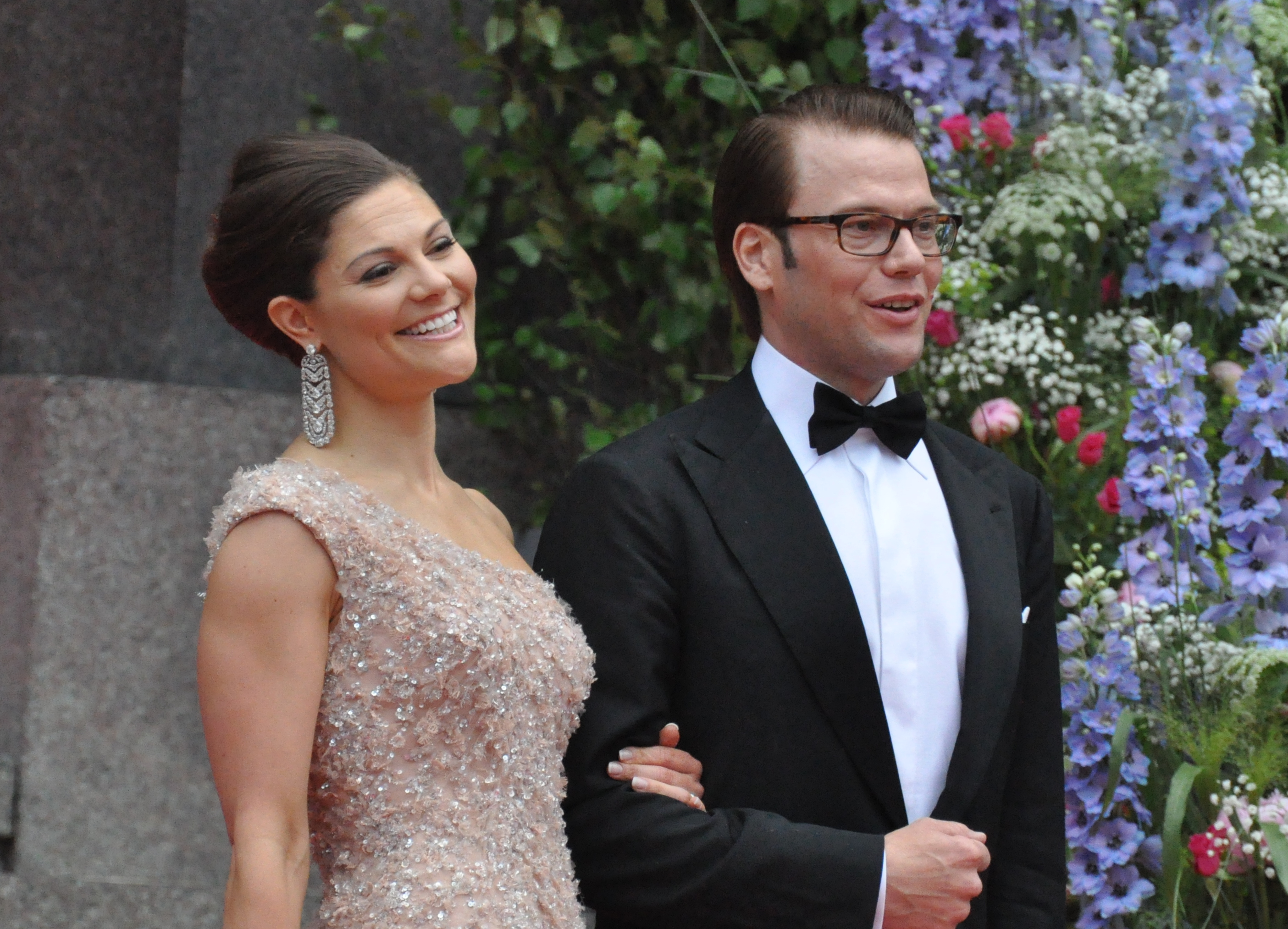
O príncipe Daniel Westling com a princesa Vitória numa gala que antecedeu o casamento dos príncipes em 2010.

Em 2002, ele conheceu a princesa Vitória, enquanto ele era seu treinador pessoal, o romance proibido começa assim como um conto de fadas, depois da longa polêmica da anorexia da princesa Vitória, sem a aprovação do rei Carlos XVI Gustavo e da rainha Sílvia. Para além de não ter sangue azul, Daniel tinha um estilo demasiado descontraído para conseguir cair nas boas graças dos reis. Ele teve que trocar o boné e as camisetas por terno, casaca, fraque, e gravata. Passou a usar óculos, precisou estudar: inglês, teve lições de protocolo e aprendeu a ter um discurso eloquente. O esforço foi recompensado em fevereiro de 2009, quando o noivado foi oficializado pela família real. Após o casamento, Daniel tem um novo título: Sua Alteza Real, príncipe duque da Gotalândia Ocidental.

### Casamento

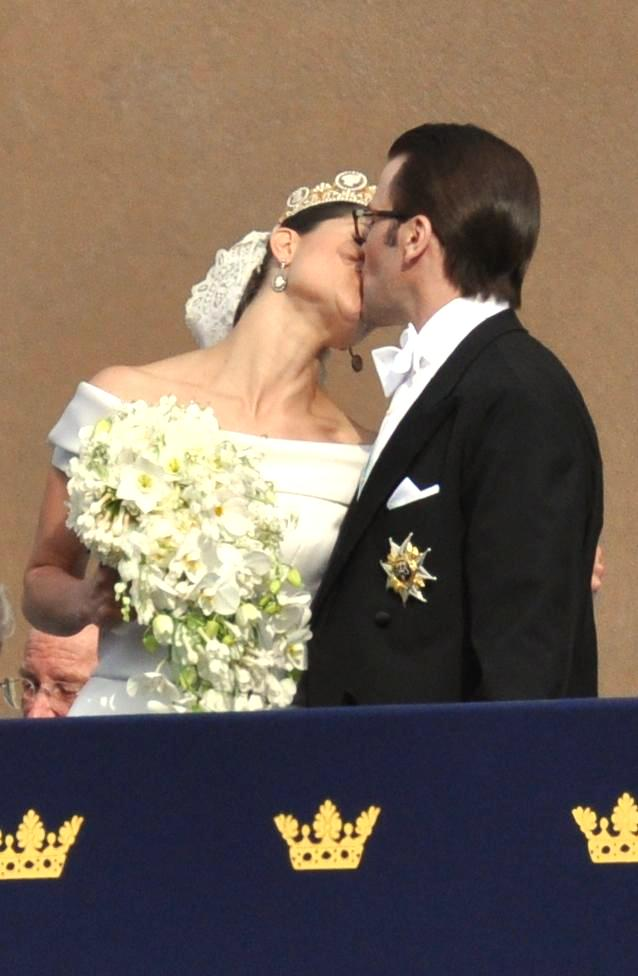
O casal na escada do Palácio Real de Drottningholm

Em 24 de fevereiro de 2009, Daniel e a princesa Vitória receberam a permissão oficial do rei Carlos Gustavo e do governo da Suécia para se casarem, essa autorização é necessária nos termos da lei de sucessão sueca. 
Casaram-se em 19 de junho de 2010 na Catedral de São Nicolau em Estocolmo. Cerca de 1200 convidados assistiram à cerimónia, entre os quais representantes das casas reais da Bélgica, Dinamarca, Espanha, Holanda, Japão, Jordânia, Mónaco, Liechtenstein, Noruega, Luxemburgo, Países Baixos e Inglaterra.
A cerimônia começou às 15:30 no horário local de Estocolmo, as damas de honra da princesa Vitória foram a princesa Ingrid Alexandra da Noruega e a princesa Catarina Amália dos Países Baixos, o cavalheiro de honra de Daniel foi o príncipe Cristiano. 
A música da cerimônia foi presidida por Gustaf Sjökvist, organista da corte e da paróquia da Catedral de Estocolmo. Ele também foi responsável pela música durante o casamento dos pais de Vitória em 1976. Os oficiantes,  escolhidos pelo rei, foram o arcebispo Anders Wejryd, o bispo emérito Lars-Göran Lönnermark, a bispa de Lund Antje Jackelén e Dom Åke dy Bonnier.
Vitória estava vestida com um vestido de casamento branco com vários metros de comprimento. Ela usou a mesma tiara com que a sua mãe se casou. A primeira parte da música que foi tocada foi composta por Karin Rehnqvist especialmente para o casal. Vitória andou pelo corredor da Catedral de Estocolmo com o pai, o rei Carlos XVI Gustavo, que depois a entregou a Daniel. O casal de noivos, em seguida, parou diante do arcebispo Anders Wejryd, que lhes falou sobre a importância do apoio mútuo num casamento. Depois de Vitória e Daniel serem declarados marido e mulher, os cantores suecos Agnes Carlsson e Björn Skifs terminaram a cerimônia com a canção “Quando você diz ao mundo que é minha”, escrita para o casal. Vitória e Daniel passaram por debaixo de espadas cruzadas após sair da catedral. 
A carruagem dos noivos, em procissão, passou por uma grande multidão de pessoas em Slottsbacken. O casamento de Vitória e Daniel foi o maior evento televisionado em Estocolmo, de acordo com a Sveriges Television. Após seu casamento em 19 de junho de 2010, o Duque e a Duquesa da Gotalândia Ocidental mudaram-se para o Palácio de Haga.

## Filhos
Daniel e a princesa Vitória tiveram o primeiro filho, uma menina, em fevereiro de 2012. Ela recebeu o nome de Estela e é a segunda na linha do trono, após sua mãe, devendo um dia ser Rainha da Suécia. 
Em setembro de 2015 a Casa Real anunciou que o casal esperava o segundo filho: Óscar, Duque da Escânia, que nasceu em 2 de março de 2016.

## Títulos reais, estilos e honras

### Títulos e estilos
- Antes de 19 de junho de 2010: Sr. Olof Daniel Westling
- 19 de junho de 2010 - presente: Sua Alteza Real, o príncipe Daniel, Duque da Gotalândia Ocidental

### Honras
- 19 de junho de 2010: Cavaleiro da Real Ordem do Serafim[9]
- 12 de janeiro de 2011: Ordem da Cruz de Terra Mariana (1ª classe)[10]
- : Grã-Cruz da ordem da rosa branca da Finlândia (17 de abril de 2012)

### Brasão
| Brasão de Daniel | Monograma real de Daniel |